# Vasily Aleksandrovich Arkhipov
Vasili Aleksandrovich Arkhipov (tiếng Nga: Василий Александрович Архипов; sinh ngày 30 tháng 1 năm 1926 - mất ngày 19 tháng 8 năm 1998) là một sĩ quan hải quân Liên Xô. Arkhipov là một trong ba sĩ quan chỉ huy cấp cao của tàu ngầm hạt nhân tấn công B-59 của Liên Xô.
Cuộc Khủng hoảng tên lửa Cuba năm 1962 thường được cho là điểm lịch sử mà tại đó các nguy cơ chiến tranh thế giới thứ ba đã đạt mức gần nhất, và Robert McNamara tuyên bố rằng nếu không nhờ Vasili Arkhipov, người đã ngăn chặn một đợt phóng ngư lôi hạt nhân từ tàu ngầm B-59 của Liên Xô tại thời điểm nóng bỏng nhất của cuộc khủng hoảng, chiến tranh thế giới III sẽ nổ ra, ông này đã phát biểu tại hội nghị khủng hoảng tên lửa Cuba Havana, "Một người được gọi tên là Vasili Arkhipov đã cứu thế giới."